# Umwandlungsverfahren
Das Umwandlungsverfahren ist ein in den Artikeln 130–136 Zollkodex (ZK) und Artikeln 551–552 in Verbindung mit Anhang 76 Zollkodex-Durchführungsverordnung (ZK-DVO) geregeltes Zollverfahren mit wirtschaftlicher Bedeutung.
Das Umwandlungsverfahren bedarf einer Bewilligung gemäß Artikel 85 ZK. Diese wird auf Antrag bei Vorliegen der Bewilligungsvoraussetzungen vom zuständigen Hauptzollamt erteilt. 
In das Umwandlungsverfahren können Nichtgemeinschaftswaren zum Zwecke der Be- bzw. Verarbeitung ohne Abgabenerhebung oder Anwendung handelspolitischer (z. B. außenwirtschaftsrechtlicher oder marktordnungsrechtlicher) Maßnahmen überführt werden. Die Bearbeitung findet dann in einer Freizone oder einem Zolllager statt.
Die aus der Umwandlung gewonnenen Waren werden dann in den zollrechtlich freien Verkehr überführt. Der Zweck des Verfahrens ist einerseits die Senkung der Abgabenlast, wenn die Vorprodukte einem höheren Zollsatz unterliegen als die aus der Umwandlung gewonnenen Waren. Andererseits können in diesem Verfahren auch Waren behandelt werden, welche aus handelspolitischen Gründen nicht einfuhrfähig wären, deren Umwandlungsprodukt aber einfuhrfähig ist (z. B. die europäischen Normen entsprechende Nachrüstung von Elektrogeräten).
Der Verfahrensablauf stellt sich wie folgt dar:
- Anmeldung und Gestellung der Drittlandswaren bei der zuständigen Zollstelle zum Zwecke der Überführung in das Verfahren
- Bearbeitung der Waren im Umwandlungsbetrieb
- Anmeldung und Gestellung der Umwandlungserzeugnisse bei der zuständigen Zollstelle, um die Waren einer zollrechtlichen Bestimmung zuzuführen
- Abrechnung des Verfahrens. Anhand eines vorher festgelegten Ausbeutesatzes wird überprüft, ob alle Drittlandswaren in den angemeldeten Umwandlungserzeugnissen aufgegangen sind. Für Differenzen entsteht die Zollschuld.

Sollten die Drittlandswaren nicht fristgerecht umgewandelt worden sein oder sich sonstige Unregelmäßigkeiten ergeben, entsteht ebenfalls die Zollschuld für die Drittlandswaren.